# Discussió bizantina

L'Imperi Romà d'Orient, o Imperi Bizantí, l'any 650. Com es pot veure al mapa, totes les províncies del sud ja estaven perdudes i ocupades pels àrabs

L'expressió discussió bizantina significa una discussió fútil, en la qual cada part mai no pot arribar a provar les seves asseveracions a la part contrària. És equivalent a l'expressió «discutir el sexe dels àngels», i refereix a certa classe de debats, considerats com una pràctica tan inútil com irresponsable o desconnectada de la realitat. En converses informals s'utilitza també l'expressió «cagar al vol».

## Origen
Segons la llegenda, el sexe dels àngels era el tema que uns quants teòlegs de l'Imperi Romà d'Orient debatien quan els otomans assetjaven Constantinoble el 1453. Aquesta qüestió teològica, amb altres d'irrellevància comparable va sorgir des del segle iv a les Esglésies d'Egipte, Síria i Àsia Menor, que en els segles següents es van dirimir en diferents concilis, cismes, persecucions i excomunions recíproques entre adeptes de l'unitarisme, arrianisme o monotelisme o altres escoles.
Així, després del Primer Concili de Nicea, el bisbe Gregori de Nissa va ser greument desassosegat per qüestions com: «És el Fill de la mateixa substància que el Pare, o es tracta d'una substància similar? Té Jesús una o dues naturaleses? És el Fill co-etern amb Déu o no? Quina és la relació de Crist amb Déu pare? En quin sentit pot ser Déu el Pare, el Fill i l'Esperit Sant, i tot i així ser un? Com pot haver-hi un Déu amb veritable unitat combinada amb la veritable diversitat? ». Els concilis celebrats al llarg dels quatre segles següents (Primer Concili de Constantinoble, Concili d'Efes, Concili de Calcedònia) no se'n van sortir. Van arribar a conclusions contraposades, ningú no arribava a presentar arguments definitius en un sentit o l'altra. Les discussions interminables dels teòlegs van portar a confondre els cristians d'a peu sobre els misteris de la Religió. Una de les conseqüències va ser el Gran Cisma d'Orient. Sempre van sortir noves qüestions: el Concili de Trento va deliberar sobre si els cargols eren carn o peix, important per saber si se'n podien menjar el divendres.

## Tipos de Constant
Al segle vii, uns ciutadans de l'Imperi Romà d'Orient havien esdevingut teòlegs aficionats. Qualsevol tertúlia es podia convertir en una acalorada discussió sobre si el Pare era més gran que el Fill, sobre la Trinitat o si el Fill es va fer del no-res. Aquestes discussions (modernament anomenades «bizantines») estaven escalfant tot l'imperi i tots els nivells d'intel·ligències, així que Constant II, tot i que era un home jove de disset anys, indiferent als debats religiosos que convulsionaven l'Església, el preocupava sens dubte l'efecte d'aquests debats arcans estaven sobre l'Imperi Romà, i per donar una solució va emetre un edicte imperial conegut com el tipos de Constant l'any 648, encara que no va aconseguir extirpar el virus de la «discussió bizantina», que prossegueix virulentment fins a l'actualitat. Aquest edicte va fer il·legal discutir «de qualsevol manera», sobre si Crist posseïa una o dues naturaleses, o el que fos sobre altres temes semblants. Va declarar que tota la controvèrsia havia de ser oblidada - «s'ha de mantenir el sistema que existia abans de l'inici de la contesa, ja que així hauria estat si no hagués sorgit la discussió.»
Hi va haver una gran varietat de penes aplicables a tota persona que desobeís el decret imperial. Els bisbes o empleats de l'església, serien deposats. Els monjos havien de ser excomunicats, mentre que els funcionaris públics o oficials de l'exèrcit perdrien el seu càrrec. Els ciutadans privats de rang senatorial, tindrien els seus béns confiscats. Finalment, per a la gran massa de la ciutadania, els transgressors s'enfrontarien a càstigs corporals i al desterrament de per vida.